# Praia do Homem Nu
A praia do Homem Nu é uma praia marítima na freguesia de Santa Luzia, no concelho de Tavira, Algarve, Portugal, inserida em pleno Parque Natural da Ria Formosa. Ocupa a extremidade ocidental da Ilha de Tavira, entre a área naturista oficial da Praia do Barril e a barra da Fuzeta, numa extensão de mais de 4 km. Dado o seu isolamento e difícil acesso, a prática naturista é frequente e tolerada, facto que deu origem ao seu nome.
É deserta e selvagem, sem qualquer equipamento de apoio. Tem uma vista sobre a Barra da Fuseta e a ilha da Armona.